# Kremper Tor (Neustadt)

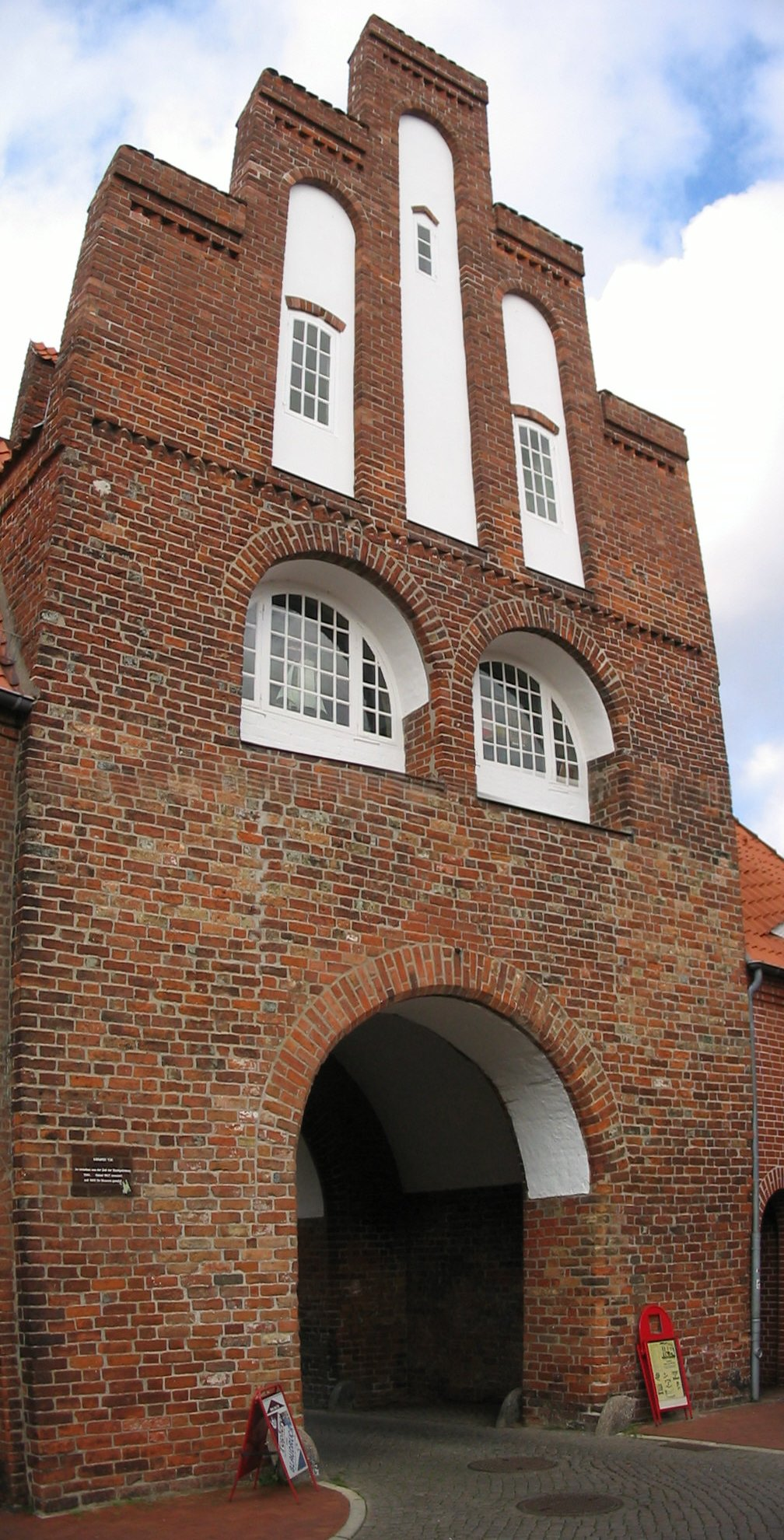
Kremper Tor

Das Kremper Tor ist ein Teil der ehemaligen Befestigungsanlage von Neustadt in Holstein. Es gilt als einzig erhaltenes mittelalterliches Stadttor außerhalb Lübecks an der Lübecker Bucht. Im Jahr 1907 wurde das Tor renoviert. Im Lauf dieser Renovierung wurde der Treppengiebel zugefügt. 

## Nutzung als Museum
Im Inneren befindet sich das zeiTTor Museum der Stadt Neustadt in Holstein. Seit 2007 befindet sich das Museum in Trägerschaft der Stadt Neustadt. Vorher war es Teil des Ostholstein-Museums in Eutin. Im Museum befinden sich hauptsächlich Ausstellungsstücke zur Archäologie und Geologie vom Mesolithikum bis zum 12. Jahrhundert n. Chr. Des Weiteren bietet das Museum für Kinder ein museumspädagogisches Angebot unter dem Titel „Leben in der Vorzeit“ an.
Zugänglich über den Haupteingang des zeittor Museums der Stadt Neustadt in Holstein und im östlichen Anbau am Kremper Tor befindet sich das Cap-Arcona-Museum, das von der Stadt zum Gedenken an den Untergang der Häftlingsflotte am 3. Mai 1945 errichtet wurde.